# Elezioni governatoriali negli Stati Uniti d'America del 2023
Le elezioni governatoriali negli Stati Uniti d'America del 2023 si sono tenute per eleggere i governatori di 3 stati su 50: in Louisiana il 14 ottobre e in Mississippi e Kentucky il 7 novembre. La sfida si è conclusa con i repubblicani che hanno vinto in due stati e i democratici in uno.

## Stati
| Stato       | Governatore uscente  | Governatore uscente                    | Democratici                                                                     | Repubblicani                             | Altri                     | Governatore eletto | Governatore eletto |
| ----------- | -------------------- | -------------------------------------- | ------------------------------------------------------------------------------- | ---------------------------------------- | ------------------------- | ------------------ | ------------------ |
| Kentucky    |                      | Andy Beshear (D)                       | Andy Beshear - 52,5%                                                            | Daniel Cameron - 47,5%                   |                           |                    | Andy Beshear (D)   |
| Louisiana   | John Bel Edwards (D) | Shawn Wilson - 25,9% Danny Cole - 2,6% | Jeff Landry - 51,6% Stephen Waguespack - 5,9% John Schroder - 5,3% Altri - 2,7% | Hunter Lundy (I) - 4,9% Altri (I) - 1,0% |                           | Jeff Landry (R)    |                    |
| Mississippi |                      | Tate Reeves (R)                        | Brandon Presley - 47,0%                                                         | Tate Reeves - 51,6%                      | Gwendolyn Gray (I) - 1,4% | Tate Reeves (R)    |                    |